# Мешер (футболист)
Эдсон Андре Ситое (порт. Edson André Sitoe; род. 8 сентября 1988, Мапуту) — мозамбикский футболист, центральный защитник турецкого клуба «Бандырмаспор» и национальной сборной Мозамбика.

## Клубная карьера
Свою профессиональную карьеру начал в 2006 году в клубе «Дешпортиву ди Мапуту». В январе 2010 года переехал в Португалию, где подписал контракт за 173,000 € на два с половиной года с возможностью продления ещё на три со столичным «Спортингом».
24 февраля 2010 года дебютировал за «Спортинг» в матче Лиги Интеркалар против «Белененсиша». Сезон 2010/11 провёл в аренде за «Ольяненсе», где 11 сентября 2010 дебютировал в Суперлиге в матче против «Спортинга» (0:0).
В 2012 году он перешёл в состав «Насьонал».
19 июня 2014 года подписал контракт с французским клубом Ренн. В Лиге 1 дебютировал 10 августа того же года в матче против «Лиона». Через 6 дней в матче против «Эвиана», Мешер отметился двумя забитыми голами.

## Карьера за сборную
Дебют за национальную сборную Мозамбика состоялся в 2007 году. Был включен в состав сборной на Кубок африканских наций 2010 в Анголе, где сыграл в матчах против Бенина и Египта.

### Голы за сборную
| №  | Дата            | Место                                | Соперник    | Счет | Результат | Турнир                   |
| -- | --------------- | ------------------------------------ | ----------- | ---- | --------- | ------------------------ |
| 1. | 18 мая 2014     | Эстадио до Зимпето, Мапуту, Мозамбик | Южный Судан | 2–0  | 5–0       | Товарищеский матч        |
| 2. | 13 октября 2018 | Эстадио до Зимпето, Мапуту, Мозамбик | Намибия     | 1–0  | 1–2       | Квалификация на КАН 2019 |
| 3. | 14 ноября 2019  | Эстадио до Зимпето, Мапуту, Мозамбик | Руанда      | 1–0  | 2–0       | Квалификация на КАН 2021 |

## Достижения

### «Ренн»
- Обладатель Кубка Франции: 2018/19

### Сборная
- Финалист Кубка КОСАФА: 2008